# 杜葉錫恩
杜葉錫恩，大紫荊勳賢，CBE（1913年6月2日—2015年12月8日），原名愛詩·胡姆（英語：Elsie Hume，艾略特及杜是兩段婚姻的冠夫姓）是香港著名社運家，多年來一直服務香港和為社會基層爭取權益。她雖生於英國，但操流利粵語及普通話。杜葉錫恩著名的事蹟為在1960年代時，有小巴商會及司機向她投訴小巴職工與香港警察勾結收取保護費，其後杜葉錫恩明查暗訪之後，直接到英國游說英國國會議員批准成立廉政公署，打擊香港貪污行為，為香港的廉潔及法治奠定基礎。後成為港事顧問、在臨時立法會支持廢除集體談判權、於2002年支持香港基本法第二十三條立法等。

## 生平
叶锡恩生于英国紐卡素，名为Elsie Hume，并且于贫民窟地区长大。她在1924年至1932年間就讀英國 Heaton Secondary School（後為Heaton Manor School，現為Jesmond Park Academy），1933年至1937年修讀達勒姆大學文學士學位，雙修歷史學及藝術。
1946年，年屆32歲的葉錫恩與与威廉·艾略特（William 'Bill' Elliot）结婚，1948年夫妇二人被普利茅斯弟兄会派往中国江西省南昌传教。
1949年中國大陸易手，教会被中华人民共和国政府驱逐，夫妇二人南下香港，目睹遍地难民于贫富悬殊，叶锡恩也因其丈夫的教会不愿意介入对抗社会的不公义，宗教信念不同而与Elloit离异，并離開教會开始以香港为家。
1951年遇见了杜学魁，两人创立慕光英文书院，为1950年代香港清贫子弟提供知识改变命运的教育机会。她开始参与社会运动，为基层争取权益，1955年与Elloit离婚。
1963年，叶锡恩作为革新会成员被选入市政局。1963年至1995年，叶锡恩出任香港市政局议员。经常与殖民地政府对抗，在她眼中认为港英政府統治有很多不公地方，她利用传媒的压力逼使殖民地政府正视当时各政府部门日益严重的贪污问题；并且为社会基层争取权益。
在1960年代至1970年代期间，香港人口急剧增加，人口的增加産生不同的社会、民生问题，1971年，麦理浩上任为港督之后，在社会民生上作出连串革新，对教育、医疗、廉政等各方面皆作出重大的改善，部份原因便是对1960年代两次暴动的回应，1974年更成立了香港廉政专员公署，令贪污问题逐渐绝迹香港。
1985年，年届72岁的叶锡恩与杜学魁结婚，并改名为杜叶锡恩。1986年就任市政局副主席，1988年被选为立法局市政局功能界别议员。
1995年3月5日，杜叶锡恩參選市政局观塘北選區，與司徒華競逐议席，最后杜叶锡恩得6,778票，42.3％得票落选。由于司徒华胜出与杜叶锡恩的选举，杜叶锡恩失去循市政局界别进入立法局的途径，遂参与立法局直选，二人在九龙东选区再次对决，最后杜叶锡恩得到23,855票，再以五千多票的差距不敵落选，可見其民意支持已不復從前。票站外，杜叶锡恩因为不认同民主派的立场而拒绝与司徒华握手，因杜叶锡恩認為民主、自由的真正意義是要包容不同的聲音和政見，對泛民主派有關民主的立場並不認同，且對他們向其他國家發表對香港政府的不滿感到反感。此外，她亦質疑民主派為何在1960、70年代，香港社會仍然貧窮和貪污腐敗時沒有出來為基層市民爭取自由和權益；1980年代香港社會已經變得富裕和廉潔時才出來爭取普選，認為民主派為求目的，不擇手段。此外，她對美國的民主和人權加以鄙視，批評美國人權紀錄差強人意。自此其政治立場開始出現轉變。
1995年获得中华人民共和国政府委任为港事顾问；1997年至1998年，获委任为临时立法会议员，在深圳及香港出席会议，直到1998年香港立法会选举，杜氏在一年臨立會任期完結後，決定不連任，退出政壇。
1997年获前行政长官董建华授予大紫荆勳章（GBM），成为香港首批大紫荆勳章得主之一。
2001年11月，杜学魁病逝。
2002年12月9日，杜叶锡恩发表公开信支持《香港基本法第二十三条》立法，指条例比美国和新加坡宽鬆。
2007年11月，杜叶锡恩公开支持叶刘淑仪参加立法会港岛选区补选，并讚扬她正直诚恳。同年12月，杜叶锡恩不但批评刚刚当选为立法会议员的陈方安生对民生一窍不通，也批评她出任布政司和政务司司长期间对教育不闻不问；杜叶锡恩更力斥她在出任社会福利署署长期间便应掌握到基层市民的苦况，而不应在参选立法会时才了解到基层市民的苦况。
2012年淡出政坛多年的杜叶锡恩谈国教争议，她表示看过国教课程指引的纲领，看不到有「洗脑」的地方，直指反对者态度才是「独裁主义」的根本，无法容让异己，呼吁港人体现民主、包容多元意见。2014年亦曾撰文反對佔中並批評香港追求西方民主制度。
2015年：杜叶锡恩健康一直无大问题，亦没患高血压或心脏病。直至2015年10月，她健康开始转差。同年12月7日，因身体不适入住观塘基督教联合医院。翌晨9时35分因肺部感染及年老机能衰退病逝，享嵩壽102岁。包括时任特首梁振英、民主党创党主席李柱铭、时任立法会主席曾钰成等建制、泛民政界人士均表哀悼。

## 榮譽

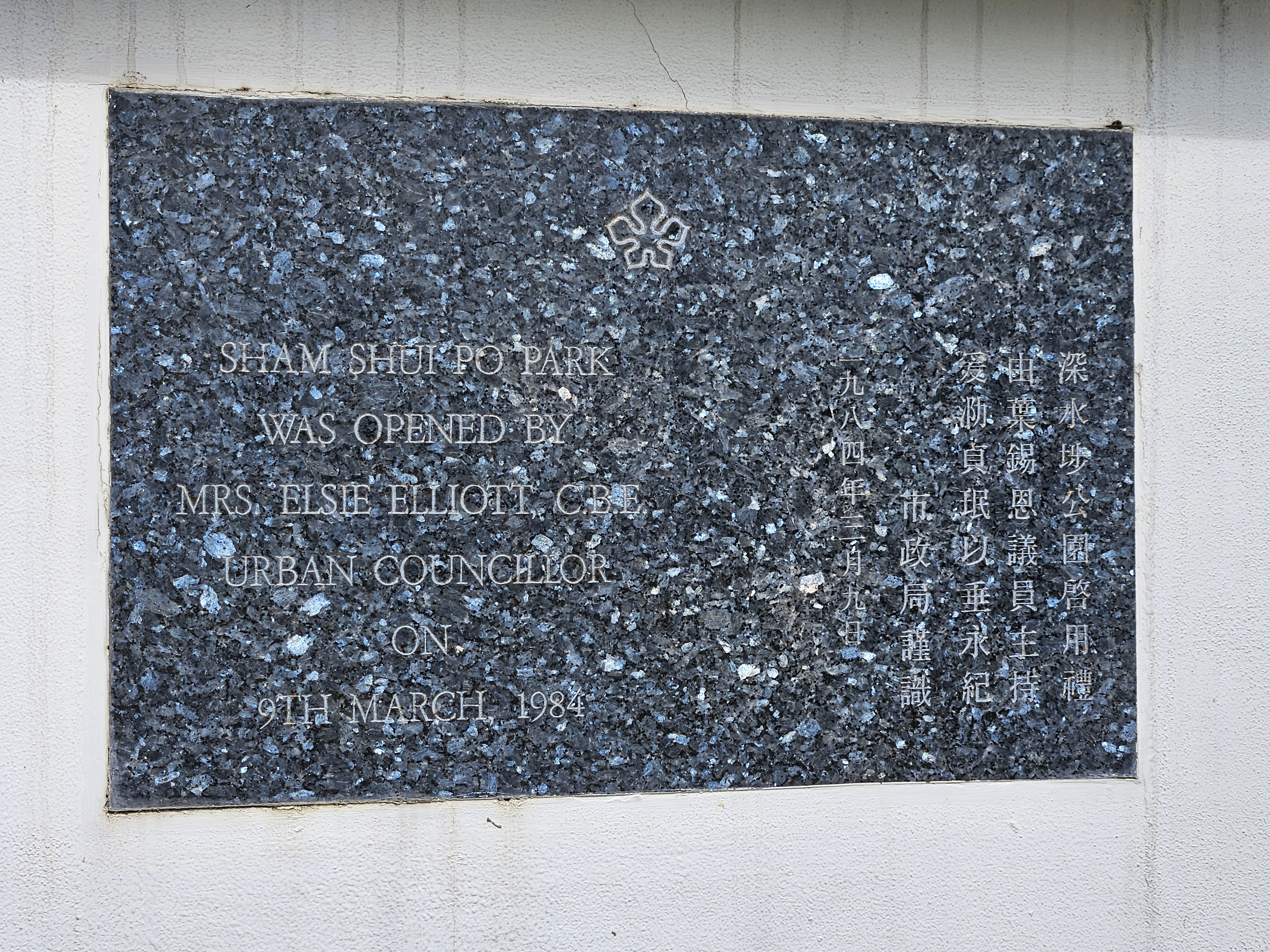
深水埗公園啓用禮由葉錫恩議員主持

### 勳銜
- C.B.E.（1977年）
- G.B.M.（1997年）

### 榮譽博士學位
- 香港中文大學 社會科學（2013年）
- 香港大學 社會科學（1988年）
- 香港理工大學法學（1994年）
- 英国杜伦大学法學（1996年）
- 英国纽卡斯尔大学法學（1996年）

### 其他
- 麥格塞塞獎（1976年）
- 香港婦女協會名譽會長[何时？]
- 2010年度第一屆感動香港十大人物評選（胡鴻烈、鍾期榮／林桂霞／高永文／伍黃鴻群／田家炳／杜葉錫恩／李松慶／陳英傑／胡秀英／蘇金妹）

## 參看
- 預委會
- 香港臨時立法會

### 內文引用
1. 1 2 3 4  Kevin Sinclair (编).  4. Who's Who in Hong Kong Ltd.、Asianet Information Services Ltd. 1988: 389.
2. 1 2  . www.facebook.com. 2020-08-02  [2020-08-01]. （原始内容存档于2021-03-13）. 杜葉錫恩的大殮及出殯儀式於翌日(20日)舉行，並由前任香港行政長官董建華、前任香港行政長官曾蔭權、時任香港行政長官梁振英、時任香港立法會主席曾鈺成、時任香港中聯辦副主任仇鴻，前香港律政司司長梁愛詩等人扶靈，其遺體於出殯後移至歌連臣角火葬場火化，骨灰與其丈夫杜學魁長眠於將軍澳華人永遠墳場。
3. ↑  . 香港蘋果日報. 2015-12-08  [2015-12-08]. （原始内容存档于2015-12-08） （中文（繁體））.
4. 1 2  《香港良心見證》，亞洲週刊23期，2003年6月2日。
5. 1 2  《我眼中的殖民時代香港》（香港：香港文匯出版社），杜葉錫恩，2004年8月。
6. 1 2  〈前立法局成员杜叶锡恩支持23条立法 （页面存档备份，存于）〉，人民网，2002年12月19日。
7. ↑  杜叶锡恩女士支持叶刘淑仪女士参加立法会补选[]，雅虎香港，2007年11月12日。
8. ↑  杜叶锡恩讚叶太正直诚恳 （页面存档备份，存于），文汇报，2007年11月14日。
9. ↑  杜叶锡恩加入论战　揭陈太为官对民生一窍不通 （页面存档备份，存于），《中评社》，2007年12月17日。
10. ↑  梁爱诗批若动辄强佔将致「无政府状态」 明报 2012年9月5日的存檔，存档日期2014-07-14.
11. 1 2 3  . 香港电台. 2015-12-08  [2015-12-08]. （原始内容存档于2016-03-05）.（繁體中文）
12. ↑  . 无綫新闻. 2015-12-08.（繁體中文）
13. ↑  . www.facebook.com. 2019-06-02. 今天是前市政局、立法局議員Elise Elliott Tu 杜葉錫恩女士106歲的冥壽。
14. ↑  . BBC News 中文. 2015-12-08 （中文（简体））.
15. ↑  . www.jiemian.com.   [2024-12-10]. （原始内容存档于2025-04-26）.

## 外部連結
- https://web.archive.org/web/20060101082815/http://www.rmaf.org.ph/Awardees/Biography/BiographyElliott-TuEls.htm
- 杜葉錫恩數字化資料 Elsie Tu Personal Papers Collection in Hong Kong Baptist University Library – Manuscript, Archives and related material of Elsie Tu (includes biographical material)
- 杜葉錫恩數字化出版物 (Elsie Tu Digitized Publications) （页面存档备份，存于） 香港浸會大學圖書館, 特藏及文獻組 ( Special Collections & Archives, Hong Kong Baptist University Library).
- 杜葉錫恩數字化演講稿 (Elsie Tu Digitized Speeches) （页面存档备份，存于） 香港浸會大學圖書館, 特藏及文獻組 (Special Collections & Archives, Hong Kong Baptist University Library).
- Doom or boom for Hong Kong in 1997? : Elsie Tu's correspondence with the British Government in the run-up to 1997 （页面存档备份，存于）
- 葉錫恩 新報人 (香港浸會大學新聞系學生作品庫)
- Elsie Elliot （页面存档备份，存于） The Young Reporter (HKBU Journalism Student Publication Archive)
- 香港最感人愛情故事 杜葉錫恩「亂世佳人」 （页面存档备份，存于）
- 離教者之家：逃離基要派基督教 （页面存档备份，存于）
- 品味蘋果：101歲民主鬥士 杜葉錫恩為香港義無反顧 2014-06-01 蘋果日報訪問